# Dancing with Myself
Singles de Generation X
Friday's Angels
(1979)
Dancing with Myself est une chanson du groupe punk Generation X, paru sur l'album Kiss Me Deadly, en 1980 et en single. Après la séparation du groupe, le chanteur et ex-leader de Generation X, Billy Idol a remixé le titre et ressort le titre pour son album EP Don't Stop en 1981 , puis en single en 1983.

## Historique
À l'origine, Dancing with Myself est le dernier single de Generation X sorti en 1980, qui fera partie des titres de leur dernier album, Kiss Me Deadly. Mais le single ne se positionne qu'à la 60e place des charts britanniques et l'album passe inaperçu. Après la séparation du groupe, Billy Idol remixe le titre et le ressort en single en 1981 et sur son premier album solo, Don't Stop. La ressortie de Dancing with Myself passe de nouveau inaperçue dans les principaux charts mondiaux, notamment au Billboard Hot 100, mais connaît un certain succès aux États-Unis dans les classements du réputé Billboard Magazine, avec une 2e position du Bubbling Under Hot 100 Singles et une 27e position du Hot Dance Club Songs, mais la re-publication de la version d'Idol en 1983 connaît un succès notamment en Nouvelle-Zélande, où il se positionne à la neuvième position des charts.

### Clip
Le clip de Dancing with Myself est réalisé par Tobe Hooper, plus connu pour avoir mis en scène les films d'horreur Massacre à la tronçonneuse et Poltergeist.

### Utilisation du titre dans d'autres médias
Cette chanson a aussi été reprise dans l'épisode 9 de la saison 1 de la série télévisée Glee, par Kevin McHale et dans une publicité pour une mutuelle santé française, la Mutuelle générale au début des années 2010. 
La chanson apparaît également dans la bande originale du film Souris City, des studios Aardman et Dreamworks, sorti en 2006.
La chanson apparaît dans une bande-annonce du film Universal Pictures 2012 IF (Blue et compagnie)[Quoi ?].
Une reprise par le groupe The Donnas est utilisée dans le générique de fin du film Lolita malgré moi.
La chanson apparaît aussi en 2008 dans la publicité de la mutuelle générale.

## Classements
| Classement (1980)              | Meilleure position |
| ------------------------------ | ------------------ |
| Royaume-Uni (UK Singles Chart) | 60                 |

| Classement (1983)       | Meilleure position |
| ----------------------- | ------------------ |
| Nouvelle-Zélande (RMNZ) | 9                  |